# Park Narodowy Sundarbanów
Park Narodowy Sundarbanów – park narodowy w Bengalu Zachodnim w Indiach, w delcie Gangesu i Brahmaputry. Obejmuje część obszaru lasów namorzynowych Sundarbanów.
Park położony jest na obszarze największego na świecie lasu namorzynowego. Na jego terenie żyje największa populacja tygrysów bengalskich.

## Flora
Różnorodna roślinność namorzynowa – 78 gatunków . 

## Fauna
W parku poza największą populacją tygrysów bengalskich występują również: kraby skrzypki, krokodyle różańcowe, żółwie oliwkowe, łowce krasnodziobe. 